# Amblycirrhitus
Amblycirrhitus és un gènere de peixos pertanyent a la família dels cirrítids.

## Taxonomia
- Peix falcó bimaculat (A. bimacula) (Jenkins, 1903)[2]
- Peix falcó d'Earnshaw (A. earnshawi) (Lubbock, 1978)[3]
- Peix falcó de musell punxegut (A. oxyrhynchos) (Bleeker, 1858)[4]
- Peix falcó de l'illa de Pinos (A. pinos) (Mowbray, 1927)[5]
- Peix falcó unimaculat (A. unimacula) (Kamohara, 1957)[6][7][8][9][10][11][12]